# Ściegnica (struga)
Ściegnica (potocznie Ścięgnica) – struga, prawobrzeżny dopływ Wieprzy, o długości 15,9 km i powierzchni zlewni 93,7 km².
Źródła strugi znajdują się na obszarze między wsiami Runowo Sławieńskie a Dobrzęcino. Początkowo biegnie na południe. Przed wsią Ścięgnica odbiera wody strugi Bzianki i dalej zaczyna płynąć w kierunku zachodnim. Uchodzi do Wieprzy od jej prawego brzegu na zachód od osady Tychowo.
Ściegnica płynie w rozległej zatorfionej dolinie.
W wyniku oceny stanu wód Ściegnicy z 2010 wykonanej w punkcie ujścia do Wieprzy określono II klasę elementów biologicznych, II klasę elementów fizykochemicznych oraz dobry potencjał ekologiczny.
Nazwę Ściegnica wprowadzono urzędowo w 1948 roku, zastępując poprzednie niemieckie nazwy cieków: Egsower Bach oraz Ziegnitz Mühlen Bach.